# Chemin de fer du Montenvers

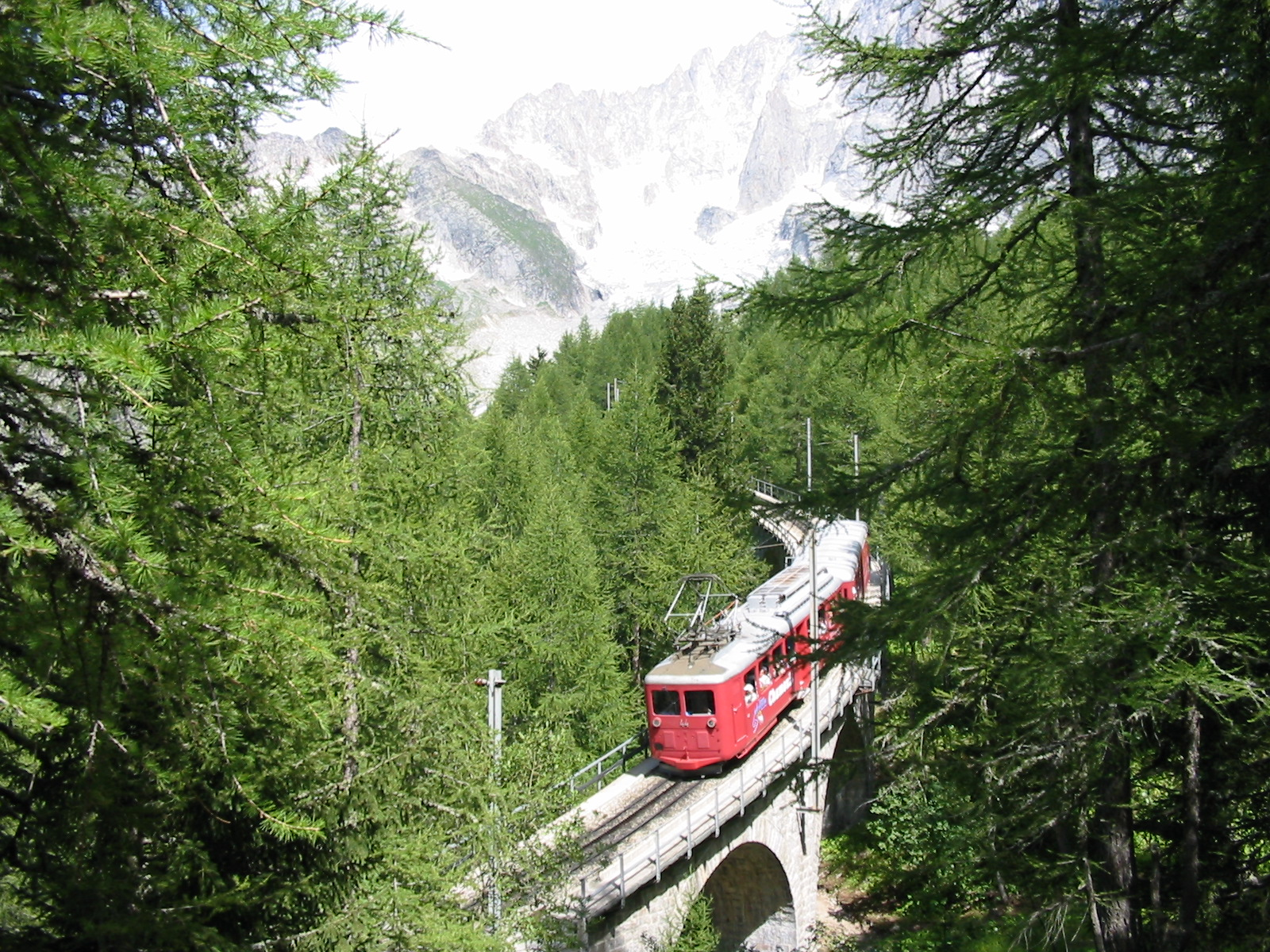
Tandradbaan Mer de Glace

De Chemin de fer du Montenvers is een tandradbaan die loopt van Chamonix-Mont-Blanc in het departement Haute-Savoie in Frankrijk naar Montenvers (Nederlands: Berg aan de overzijde), vanwaar de gletsjer Mer de Glace van de Mont Blanc kan worden bezocht.
Het eindstation, bij het hôtel du Montenvers, bevindt zich op een hoogte van 1913 m.
De lijn is 5,1 km lang en heeft een spoorlijn van 1 meter breed. Het spoor overbrugt een hoogte van 871 meter met een stijgingsgraad van 11% tot 22%.
Het eerste gedeelte werd geopend in 1908 en de lijn was afgebouwd in 1909. De tractie werd verzorgd door stoomlocomotieven tot in 1953 de lijn geëlektrificeerd werd met 11.000 volt en 50 Hz. De tractie wordt verzorgd door zes elektrische treinstellen (genummerd 41 tot 46); de lijn beschikt ook over twee diesellocomotieven (genummerd 32 en 33) die gebruikt worden voor werktreinen en om sneeuw te schuiven. Tot in de jaren negentig werden de diesels ook ingezet voor het reizigersvervoer, een derde diesellocomotief (nummer 31) werd in 2001 naar de Tramway du Mont-Blanc overgebracht. De treinen rijden 14 tot 20 kilometer per uur en doen 20 minuten over de reis.
De lijn wordt uitgebaat door de Compagnie du Mont-Blanc die ook de Tramway du Mont-Blanc en vele skiliften in de omgeving van de Mont Blanc onder haar beheer heeft.

## Spoorwegongeval
Op 25 augustus 1927 vond er een ongeluk plaats kort na vertrek uit Montenvers. De machinist vergat waarschijnlijk tegenstoom te geven (een methode om vaart te minderen) en, toen hij zijn fout wilde herstellen, haalde hij de verkeerde hendel over, waardoor de tandwielen omlaag kwamen en de locomotief deden ontsporen. De ontspoorde trein reed enkele honderden meters door; de snelheid liep op tot 65 km/h en vervolgens vielen de locomotief en de eerste wagon in de bocht van het viaduct van La Filliaz. De tweede wagon kon losgekoppeld en tot stilstand gebracht worden door conducteur Joseph Ribéry. Er vielen tweeëntwintig doden, onder wie de machinist, en vijfentwintig ernstig gewonden. De locomotief en de wagon werden hersteld en het volgende jaar weer in dienst genomen. Naar aanleiding van het ongeval werd het remsysteem aangepast om menselijk falen voortaan te voorkomen.,,,
Enkele weken later, begin september, deed zich weer een incident voor op de lijn, toen de tandraderen van de trein niet meer pakten. De trein kon tot stilstand gebracht worden en de 150 reizigers verkozen te voet naar Chamonix af te dalen.

## Galerij

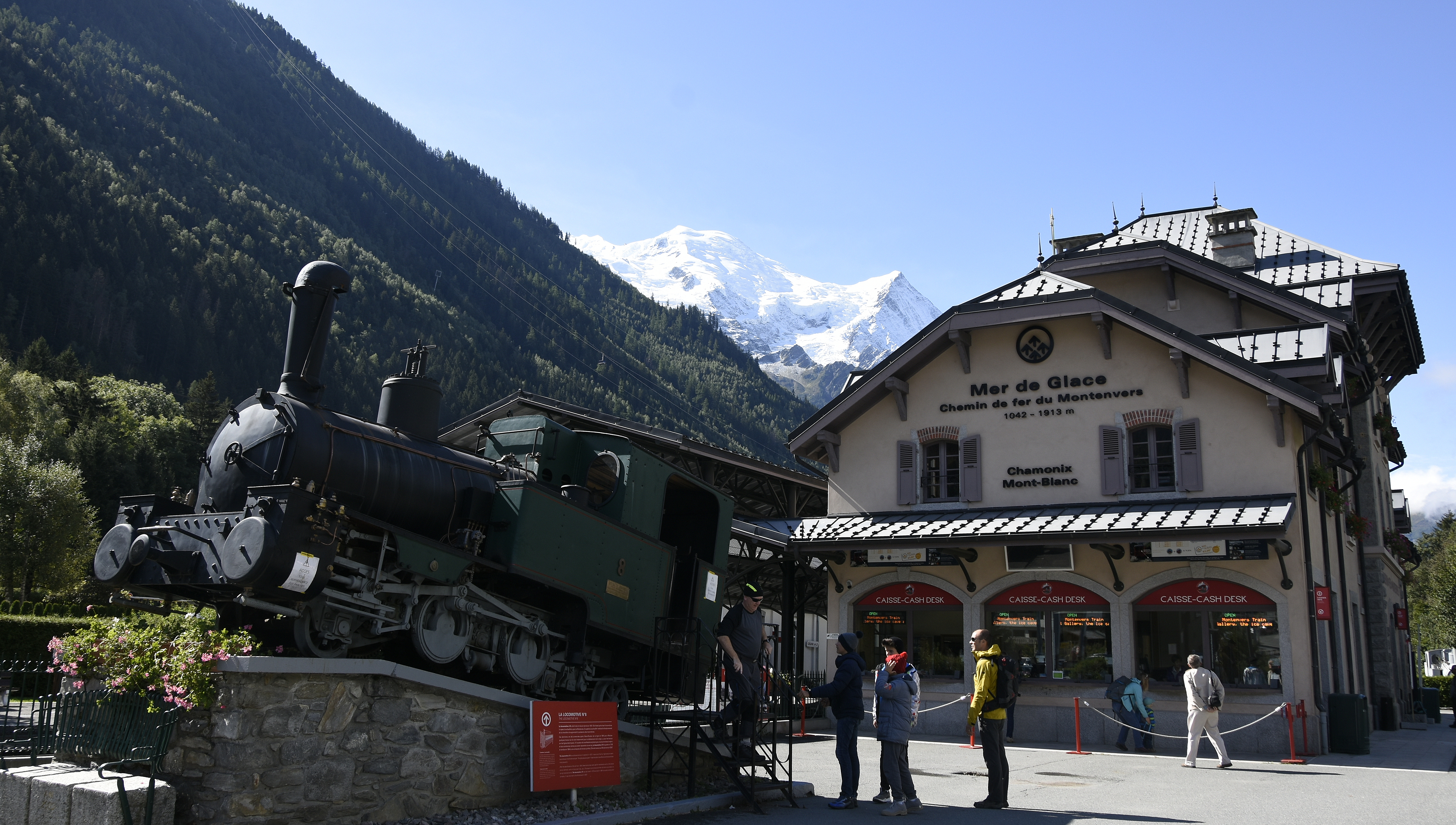
Het vertrekstation in Chamonix
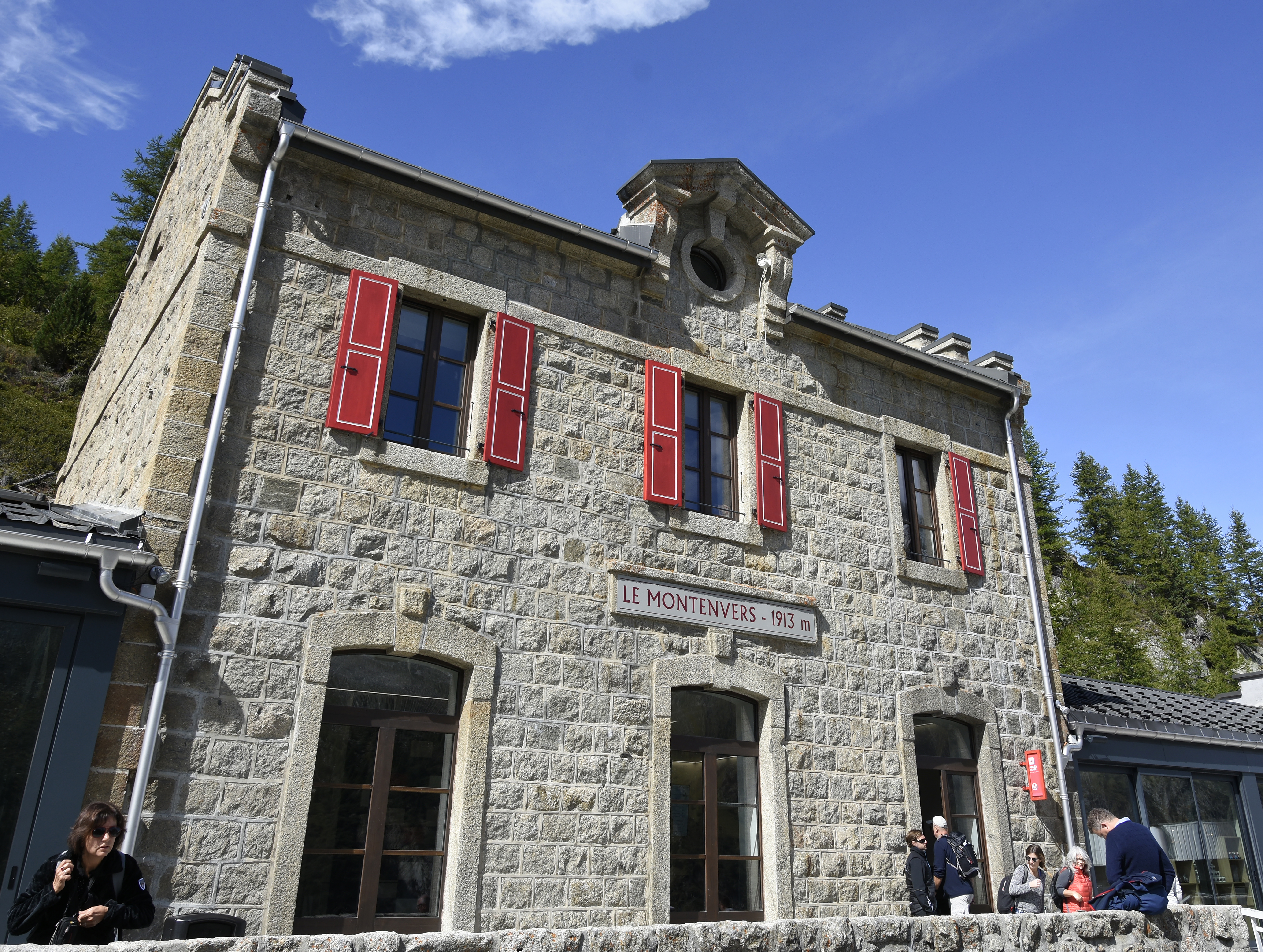
Het eindstation op 1913 m hoogte